# Alain Goldmann
Ne pas confondre avec Alain Goldman, producteur de cinéma
Pour les articles homonymes, voir Goldmann.
Alain Goldmann, né le 14 septembre 1931 à Strasbourg et mort le 4 septembre 2022 à Paris, est un rabbin français.

## Biographie
Alain Goldmann fait ses études rabbiniques au séminaire israélite de France. Il est rabbin de Bordeaux, de la synagogue de Belleville dans le 20e arrondissement de Paris, puis celle de la rue Chasseloup-Laubat dans le 15e arrondissement de Paris, avant d’exercer les fonctions de Grand rabbin de Paris de 1980 à 1994.
Il représente le rabbinat français au Comité consultatif national d'éthique (CCNE) et à la Conférence des rabbins européens (en).
Alain Goldmann est membre de la Commission nationale consultative des droits de l'homme depuis 2009, où il est co-signataire d'un avis minoritaire contre le mariage pour tous en 2013.
Alain Goldmann décède le 4 septembre 2022 à Paris, à l’âge de 91 ans.

### Famille
Alain Goldmann est le gendre du Grand rabbin Henri Schilli. Il est le père d'Ariel Goldmann, vice-président du CRIF et président du FSJU.

## Hommages et distinctions

### Décoration
- Grand officier de la Légion d'honneur (2012)[4]

### Hommages
En juillet 2024, la ville de Paris nomme une place en sa mémoire dans le 9e arrondissement.